# Како је мени сада
Како је мени сада је први албум Стоје. Издат је 1998. године. Издавачка кућа је Lazarević Produktion, а продуцент Горан Ратковић Рале.

## Песме
1. Да, да, да
2. Таква је љубав
3. Нек’ те ветар носи
4. Не волим те више
5. Да ли ти је душа срећна
6. Сад ми живот није важан
7. Како ћу без тебе
8. Тако је то
9. Како је мени сада